# Bawdsey
Bawdsey – wieś w Anglii, w hrabstwie Suffolk. Leży 20 km na wschód od miasta Ipswich i 121 km na północny wschód od Londynu.